# Coupe anglo-galloise de rugby à XV 2011-2012
Navigation
LV= Cup 2010-2011 LV= Cup 2012-2013
La coupe anglo-galloise oppose pour la saison 2011-2012 les douze équipes anglaises du Aviva Premiership et les quatre franchises galloises du Pro12. La coupe porte le nom de LV= Cup, nom de la compagnie d'assurance LV= qui sponsorise l'épreuve.
La compétition débute le 25 octobre 2011 par une phase de poules pour s'achever par une finale disputée le 18 mars 2012. Le déroulement de la première phase est identique à l'édition précédente. Les affrontements ne se font pas au sein d'un même groupe mais de manière inter-groupe. Par exemple, chaque équipe de la poule 1 affronte une fois toutes les équipes de la poule 4 soit 4 équipes. Les équipes arrivées premières de chaque poule sont qualifiées pour la phase de play-off avec des demi-finales et une finale pour l'attribution du titre.
Les Leicester Tigers remporte la compétition en battant les Northampton Saints en finale sur le score de 26 à 14.

## Liste des équipes en compétition
La compétition oppose pour la saison 2009-2010 les douze équipes anglaises de la Guinness Premiership et les quatre franchises galloise du Pro12 :
| - Bath Rugby - Cardiff Blues - Dragons - Exeter Chiefs | - Gloucester - Harlequins - Llanelli Scarlets - Leicester Tigers | - London Irish - London Wasps - Ospreys - Newcastle Falcons | - Northampton Saints - Sale Sharks - Saracens - Worcester Warriors |

## Phase de poule

### Détail des matchs

#### 1rejournée
| 15 octobre | Rodney Parade      | Dragons            | 16 – 46 | Bath Rugby       |
| 15 octobre | Kingsholm Stadium  | Gloucester         | 58 – 27 | Sale Sharks      |
| 15 octobre | The Stoop          | Harlequins         | 26 – 19 | London Irish     |
| 15 octobre | Franklin's Gardens | Northampton Saints | 36 – 6  | Saracens         |
| 15 octobre | Sixways Stadium    | Worcester Warriors | 20 – 19 | London Wasps     |
| 15 octobre | Parc y Scarlets    | Llanelli Scarlets  | 31 – 3  | Leicester Tigers |
| 15 octobre | Kingston Park      | Newcastle Falcons  | 33 – 3  | Cardiff Blues    |
| 15 octobre | Sandy Park         | Exeter Chiefs      | 35 – 9  | Ospreys          |

#### 2ejournée
| 21 octobre | Welford Road Stadium  | Leicester Tigers | 40 – 14 | Gloucester         |
| 21 octobre | Edgeley Park          | Sale Sharks      | 25 – 37 | Harlequins         |
| 22 octobre | The Recreation Ground | Bath Rugby       | 46 – 13 | Worcester Warriors |
| 22 octobre | Brewery Field         | Ospreys          | 22 – 32 | Northampton Saints |
| 22 octobre | Adams Park            | London Wasps     | 29 – 30 | Dragons            |
| 23 octobre | Cardiff City Stadium  | Cardiff Blues    | 3 – 30  | Llanelli Scarlets  |
| 23 octobre | Madejski Stadium      | London Irish     | 39 – 23 | Newcastle Falcons  |
| 23 octobre | Vicarage Road         | Saracens         | 43 – 20 | Exeter Chiefs      |

#### 3ejournée
| 27 janvier | Brewery Field         | Ospreys           | 26 – 21 | Dragons            |
| 28 janvier | The Recreation Ground | Bath Rugby        | 46 – 14 | Northampton Saints |
| 28 janvier | Kingsholm Stadium     | Gloucester        | 40 – 3  | Cardiff Blues      |
| 28 janvier | The Stoop             | Harlequins        | 9 – 19  | Leicester Tigers   |
| 28 janvier | Adams Park            | London Wasps      | 16 – 30 | Exeter Chiefs      |
| 28 janvier | Parc y Scarlets       | Llanelli Scarlets | 27 – 19 | London Irish       |
| 29 janvier | Vicarage Road         | Saracens          | 41 – 14 | Worcester Warriors |
| 29 janvier | Kingston Park         | Newcastle Falcons | 37 – 7  | Sale Sharks        |

#### 4ejournée
| 3 février | Rodney Parade        | Dragons            | 0 – 0   | Saracens          |
| 4 février | Welford Road Stadium | Leicester Tigers   | 24 – 13 | Newcastle Falcons |
| 4 février | Madejski Stadium     | London Irish       | 23 – 15 | Gloucester        |
| 4 février | Franklin's Gardens   | Northampton Saints | 57 – 10 | London Wasps      |
| 4 février | Sixways Stadium      | Worcester Warriors | 24 – 14 | Ospreys           |
| 4 février | Edgeley Park         | Sale Sharks        | 19 – 14 | Llanelli Scarlets |
| 5 février | Cardiff City Stadium | Cardiff Blues      | 45 – 40 | Harlequins        |
| 5 février | Sandy Park           | Exeter Chiefs      | 3 – 31  | Bath Rugby        |

### Classement des poules
| Rang | Équipe     | J | V | N | D | Em | Ee | Bo | Bd | Pm  | Pe  | Diff | Pts |
| ---- | ---------- | - | - | - | - | -- | -- | -- | -- | --- | --- | ---- | --- |
| 1    | Bath Rugby | 4 | 4 | 0 | 0 | 24 | 3  | 4  | 0  | 169 | 46  | +123 | 20  |
| 2    | Saracens   | 4 | 2 | 1 | 1 | 9  | 9  | 2  | 0  | 90  | 70  | +20  | 12  |
| 3    | Ospreys    | 4 | 1 | 0 | 3 | 7  | 13 | 1  | 0  | 71  | 112 | -41  | 5   |
| 4    | Wasps RFC  | 4 | 0 | 0 | 4 | 8  | 15 | 1  | 2  | 74  | 137 | -63  | 3   |

| Rang | Équipe           | J | V | N | D | Em | Ee | Bo | Bd | Pm  | Pe  | Diff | Pts |
| ---- | ---------------- | - | - | - | - | -- | -- | -- | -- | --- | --- | ---- | --- |
| 1    | Leicester Tigers | 4 | 3 | 0 | 1 | 9  | 8  | 1  | 0  | 86  | 67  | +19  | 13  |
| 2    | London Irish     | 4 | 2 | 0 | 2 | 7  | 10 | 1  | 1  | 100 | 91  | +9   | 10  |
| 3    | Cardiff Blues    | 4 | 1 | 0 | 3 | 6  | 20 | 1  | 0  | 54  | 143 | -89  | 5   |
| 4    | Sale Sharks      | 4 | 1 | 0 | 3 | 8  | 16 | 0  | 0  | 78  | 146 | -68  | 4   |

| Rang | Équipe             | J | V | N | D | Em | Ee | Bo | Bd | Pm  | Pe  | Diff | Pts |
| ---- | ------------------ | - | - | - | - | -- | -- | -- | -- | --- | --- | ---- | --- |
| 1    | Llanelli Scarlets  | 4 | 3 | 0 | 1 | 13 | 2  | 2  | 1  | 102 | 44  | +58  | 15  |
| 2    | Harlequins         | 4 | 2 | 0 | 2 | 12 | 13 | 2  | 1  | 112 | 108 | +4   | 11  |
| 3    | Gloucester RFC (T) | 4 | 2 | 0 | 2 | 16 | 8  | 2  | 0  | 127 | 93  | +34  | 10  |
| 4    | Newcastle Falcons  | 4 | 2 | 0 | 2 | 13 | 7  | 2  | 0  | 106 | 73  | +33  | 10  |

| Rang | Équipe                | J | V | N | D | Em | Ee | Bo | Bd | Pm  | Pe  | Diff | Pts |
| ---- | --------------------- | - | - | - | - | -- | -- | -- | -- | --- | --- | ---- | --- |
| 1    | Northampton Saints    | 4 | 3 | 0 | 1 | 18 | 7  | 3  | 0  | 139 | 84  | +55  | 15  |
| 2    | Exeter Chiefs         | 4 | 2 | 0 | 2 | 9  | 10 | 1  | 0  | 88  | 99  | -11  | 9   |
| 3    | Worcester Warriors    | 4 | 2 | 0 | 2 | 8  | 16 | 0  | 0  | 71  | 120 | -49  | 8   |
| 4    | Newport Gwent Dragons | 4 | 1 | 1 | 2 | 5  | 15 | 0  | 1  | 67  | 101 | -34  | 7   |

|  | Qualifiés pour la phase finale (no 1 de chaque poule). |
|  | T : Tenant du titre 2011                               |

Attribution des points : victoire sur tapis vert : 5, victoire : 4, match nul : 2, défaite : 0, forfait : -2 ; plus les bonus (offensif : au moins 4 essais marqués ; défensif : défaite par 7 points d'écart ou moins).
Règles de classement : ?

## Phase finale

### Tableau
Les premiers de chaque groupe sont qualifiées pour la phase finale.
|  | Demi-finales                                       | Demi-finales                              |                  |    | Finale                                        | Finale                                        |
|  | Demi-finales                                       | Demi-finales                              |                  |    | Finale                                        | Finale                                        |
|  |                                                    |                                           |                  |    |                                               |                                               |
|  | le 9 mars 2012 au Recreation Ground, Bath          | le 9 mars 2012 au Recreation Ground, Bath |                  |    | le 18 mars 2012 au Sixways Stadium, Worcester | le 18 mars 2012 au Sixways Stadium, Worcester |
|  | le 9 mars 2012 au Recreation Ground, Bath          | le 9 mars 2012 au Recreation Ground, Bath |                  |    | le 18 mars 2012 au Sixways Stadium, Worcester | le 18 mars 2012 au Sixways Stadium, Worcester |
|  | Bath Rugby                                         | 16                                        |                  |    | le 18 mars 2012 au Sixways Stadium, Worcester | le 18 mars 2012 au Sixways Stadium, Worcester |
|  | Bath Rugby                                         | 16                                        |                  |    | le 18 mars 2012 au Sixways Stadium, Worcester | le 18 mars 2012 au Sixways Stadium, Worcester |
|  | Leicester Tigers                                   | 17                                        |                  |    | le 18 mars 2012 au Sixways Stadium, Worcester | le 18 mars 2012 au Sixways Stadium, Worcester |
|  | Leicester Tigers                                   | 17                                        | Leicester Tigers | 26 |                                               |                                               |
|  | le 11 mars 2012 au Franklin's Gardens, Northampton |                                           | Leicester Tigers | 26 |                                               |                                               |
|  |                                                    | Northampton Saints                        | 14               |    |                                               |                                               |
|  | Northampton Saints                                 | Northampton Saints                        | 14               | 27 |                                               |                                               |
|  | Northampton Saints                                 |                                           |                  | 27 |                                               |                                               |
|  | Llanelli Scarlets                                  | 12                                        |                  |    |                                               |                                               |
|  | Llanelli Scarlets                                  | 12                                        |                  |    |                                               |                                               |

### Demi-finales
| 9 mars 2012 19 h 30 WET | Bath Rugby                                                                                           | 16 – 17 (10 – 8) | Leicester Tigers                                                     | The Recreation Ground, Bath 10 205 spectateurs Arbitre : Dave Pearson |
| 9 mars 2012 19 h 30 WET | Essai(s) : Mears (30e) Transformation(s) : Heathcote (31e) Pénalité(s) : Heathcote 3 (24e, 50e, 58e) |                  | Essai(s) : Kitchener (20e) Pénalité(s) : Ford 4 (17e, 47e, 52e, 70e) | The Recreation Ground, Bath 10 205 spectateurs Arbitre : Dave Pearson |
| 9 mars 2012 19 h 30 WET | |                  |                                                                      | The Recreation Ground, Bath 10 205 spectateurs Arbitre : Dave Pearson |

| 11 mars 2012 13 h 00 WET | Northampton Saints | 27 – 12 (13 – 6) | Llanelli Scarlets                          | Franklin's Gardens, Northampton 10 377 spectateurs Arbitre : Dean Richards |
| 11 mars 2012 13 h 00 WET | Essai(s) : Waller (14e), Armstrong (47e) Transformation(s) : Myler (16e) Pénalité(s) : Myler 4 (20e, 34e, 58e, 61e), Lamb (76e) |                  | Pénalité(s) : Jones 4 (22e, 35e, 42e, 52e) | Franklin's Gardens, Northampton 10 377 spectateurs Arbitre : Dean Richards |
| 11 mars 2012 13 h 00 WET | |                  |                                            | Franklin's Gardens, Northampton 10 377 spectateurs Arbitre : Dean Richards |

### Finale
| 19 mars 2012 15 h 00 WET | Leicester Tigers | 26 – 14 (16 – 9) | Northampton Saints                                        | Sixways Stadium, Worcester 11 895 spectateurs Arbitre : John Doyle |
| 19 mars 2012 15 h 00 WET | Essai(s) : Mafi (25e), Hamilton (49e) Transformation(s) : Ford 2 (26e, 50e) Pénalité(s) : Ford 4 (14e, 18e, 24e, 45e) |                  | Essai(s) : Day (74e) Pénalité(s) : Myler 3 (5e, 11e, 21e) | Sixways Stadium, Worcester 11 895 spectateurs Arbitre : John Doyle |
| 19 mars 2012 15 h 00 WET | |                  |                                                           | Sixways Stadium, Worcester 11 895 spectateurs Arbitre : John Doyle |